# Cendajuru
Cendajuru è un comune del Burundi situato nella provincia di Cankuzo con 32.458 abitanti (censimento 2008).

## Geografia antropica

### Suddivisioni amministrative
Il comune è suddiviso in 18 colline.